# Rudolf Jugert
Rudolf Gustav Wilhelm Jugert (né le 30 septembre 1907 à Hanovre, mort le 14 avril 1979  à Munich) est un réalisateur allemand.

## Biographie
Après le baccalauréat qu'il obtient en 1926, Rudolf Jugert étudie le théâtre et la littérature et, en 1931, commence son travail de dramaturge au Schauspielhaus de Leipzig, où il devient rapidement assistant réalisateur, metteur en scène et, finalement, metteur en scène principal. En 1938 il se rend à Rome pour profiter de l'expérience d'Alessandro Blasetti, metteur en scène et auteur, dans les studios de Cinecittà.
De 1939 à 1946 il est l'assistant d'Helmut Käutner, qu'il avait connu à Leipzig. Il refuse d'être metteur en scène jusqu'à la fin de la 2e guerre mondiale. En 1943, il est recruté par la Wehrmacht, pour préparer, en tant qu'interprète, les soldats italiens à s'engager du côté allemand, et il connait la captivité après avoir été arrêté par les troupes américaines lors de la campagne d'Italie.
Après son retour, il épouse son amie de jeunesse, Katja Julius, fille du photographe de cour hanovrien Hugo Julius, dont il avait eu un fils, Frank-Michael, en 1941. En 1947 il réalise son premier film : Film sans titre (Film ohne Titel) qu'il adapte en 1957 à la télévision. Il se consacre ensuite à différents genres, des mélodrames et des Heimatfilme aux comédies en passant par les films d'histoire.

## Filmographie partielle

### Cinéma
- 1947 : Film sans titre (Film ohne Titel)
- 1949 : Hallo Fräulein! (de)
- 1949 : Einmaleins der Ehe (de)
- 1950 : Un jour viendra (de) (Es kommt ein Tag)
- 1951 : Une femme de cœur (de) (Eine Frau mit Herz)
- 1952 : Les Amants tourmentés ou La Nuit sur la route (Nachts auf den Strassen)
- 1952 : Je m'appelle Nicky (de) (Ich heiße Niki)
- 1952 : Illusion (Illusion in Moll)
- 1953 : L'amour n'est pas un jeu (Ein Herz spielt falsch)
- 1953 : Jonny rettet Nebrador (de)
- 1954 : Une histoire d'amour (Eine Liebesgeschichte)
- 1954 : Prison d'amour ou Mon enfant vivra (Gefangene der Liebe)
- 1954 : Sa grande épreuve (de) (Ihre große Prüfung)
- 1955 : Roses d'automne (de) (Rosen im Herbst)
- 1956 : L'Étudiante Hélène Willfuer (de) (Studentin Helene Willfüer)
- 1956 : Mayerling - le dernier amour du fils de Sissi (Mayerling: Kronprinz Rudolfs letzte Liebe)
- 1956 : Nina
- 1956 : Le Paysan parjure (de) (Der Meineidbauer)
- 1958 : Un coin du paradis (Ein Stück vom Himmel)
- 1958 : Eva küßt nur Direktoren
- 1958 : Le Labyrinthe de l'amour (Frauensee)
- 1959 : L'Espionne rousse (de) (Die feuerrote Baronesse)
- 1959 : L'Amour, c'est mon métier (Die Wahrheit über Rosemarie)
- 1960 : Poupées d'amour (de) (Endstation Rote Laterne)
- 1960 : Le Port des illusions (de) (Der Satan lockt mit Liebe)
- 1960 : La Jeune Pécheresse (Die junge Sünderin)
- 1961 : Les Dernières Roses (de) (Die Stunde, die du glücklich bist)
- 1962 : Médecin pour femmes (de) (Frauenarzt Dr. Sibelius)
- 1962 : Le Livre de San Michele (Axel Munthe – Der Arzt von San Michele)
- 1964 : Kennwort... Reiher

### Télévision
- 1961 : Zeit des Glücks (téléfilm)
- 1963 : Ein Windstoß (téléfilm)
- 1964 : Bezaubernde Mama (téléfilm)
- 1965 : Intermezzo (téléfilm)
- 1973 : Der Bastian (série télévisée)
- 1979 : Balthasar im Stau (téléfilm)